# 圣安东尼奥 (北大河州)
圣安东尼奥（葡萄牙語：Santo Antônio）是巴西北大河州的一个市镇。总面积301.052平方公里，总人口20765人，人口密度69人/平方公里。